# Wologazes V
Wologazes V (Wologezes V) – król Partów z dynastii Arsakidów w latach 191–208. Pochodzący z dynastii armeńskiej Wologazes V pokonał powstanie Osroesa II i został następcą Wologazesa IV. Władał Armenią w latach 180–191 jako Wologazes II.
Wologazes był synem Wologazesa IV. Zasiadał najpierw na tronie Armenii w 180–191, a następnie po walkach z buntem Orodesa II, który obalił rządy jego ojca Wologazesa IV w Partii, zajął tron partyjski. W czasie wojny domowej, która wybuchła w Rzymie w 193 po śmierci Pertynaksa między Septymiuszem Sewerem a Pescenniuszem Nigrem, udzielał pomocy Pesceniuszowi Nigrowi. Niger został ostatecznie pokonany w bitwie pod Issos w 194 i zginął w czasie próby ucieczki do Partii. Zwycięski Septymiusz Sewer postanowił przeprowadzić wyprawę odwetową. Najpierw w 195 zaatakował przygraniczne państwa buforowe między Imperium Rzymskim a państwem Partów. Opanował Osroene, zdobył Nisibis i spustoszył Adiabene. Pod koniec roku zawarto pokój.
Pokój nie trwał długo, gdyż Wologazes zaatakował Nisibis, w którym bronił się rzymski garnizon. W 197 Septymiusz Sewer przybył z nową armią i odblokował Nisibis. Następnie wkroczył do środkowej Mezopotamii, gdzie bez walki zajął Seleucję oraz Babilon. Dopiero pod Ktezyfonem Wologazes stawił opór najeźdźcom. Miasto zaatakowano 28 stycznia 198 i po zdobyciu doszczętnie splądrowano. Potem Rzymianie zawrócili w stronę Syrii. Przedtem dwukrotnie próbowali bezskutecznie zdobyć twierdzę Hatra. W wyprawie Septymiusza towarzyszył Artabanus, brat Wologazesa, szykowany na króla Partów. Jednakże z tych planów nic nie wyszło i Rzym w 200 roku zawarł pokój z Wologazesem, który utracił Osroene i Mezopotamię.
Pod koniec rządów Wologazesa w Persydzie około 206 Sasanidzi opanowali Istachr, leżący niedaleko Persepolis. Były to pierwsze kroki do usamodzielnienia się wcześniejszych wasali, a ostatecznie do obalenia dynastii Arsakidów.
Wologazes zmarł w 208, a następcą został jego syn Wologazes VI, przedostatni władca Partów z dynastii Arsakidów, który zmagał się ze swoim bratem Artabanusem.